# Francesco Glorioso
Francesco Glorioso (* 29. Juni 1942 in Cefalù; † 13. April 2022 ebenda) war ein italienischer Ruderer.

## Biografie
Francesco Glorioso war Teil der italienischen Crew, die bei den Olympischen Sommerspielen 1964 in der Achter-Regatta den sechsten Platz belegte. 
Francesco Glorioso starb am 13. April 2022 im Alter von 79 Jahren, nachdem er ein Jahr zuvor an einer unheilbaren Krankheit erkrankte.